# Alexander Iashvili
Alexander Iashvili est un footballeur géorgien né le 23 octobre 1977 à Tbilissi.

## Palmarès
- FC Dinamo Tbilissi
  - Champion de Géorgie en 1994, 1995, 1996, 1997, 1998 et 2016.
  - Vainqueur de la Coupe de Géorgie en 1994, 1995, 1996 et 2016.
  - Vainqueur de la Supercoupe de Géorgie en 1996 et 1997.
- SC Fribourg
  - Champion de 2.Bundesliga en 2003.